# تشاك مالون
تشاك مالون (بالإنجليزية: Chuck Malone)‏ هو لاعب كرة قاعدة أمريكي، ولد في 8 يوليو 1965 في هاريسبورغ في الولايات المتحدة.